# Баранівка
Бара́нівка — місто в Україні, адміністративний центр Баранівської міської територіальної громади Звягельського району Житомирської області. До 2001 року — селище міського типу. Кількість населення становить 11 161 особу (2022). Містом протікає р. Случ. У минулому — адміністративний центр Баранівської волості, Баранівського району та однойменних сільської і міської рад.
В часи німецької та совєтської окупацій, місто було частиною воєнної округи «Тютюнник» Української повстанської армії, яка входила до складу оперативної групи УПА-Північ.

## Географія
У місті річка Жаборічка впадає у Случ, праву притоку Горині.

## Історія
Вперше згадується 1565 року як село, що входило до складу Литовського великого князівства. Б. А. Ніконов відносить цей топонім до тих, що утворилися від імені перших поселенців (у цьому випадку на прізвище «Баран». Народний переказ виводить назву від найменування роду діяльності мешканців. Здавна тут виготовляли посуд — декоративний, оздоблений прикрасами та кольоровою поливою, зокрема, так звані баранці.
У 1593 та 1618 р. було спустошено та пограбовано татарами.
У XVI—XVIII ст. — містечко Волинського воєводства у складі Речі Посполитої, станом на 1618 рік входило до Полонської волості.
Населення зазнавало жорстоких утисків з боку місцевих феодалів, особливо після запровадження волочної системи, внаслідок чого селяни безпосередньо закабалилися землевласниками. Князі Острозькі та Любомирські, яким Баранівка належала в XVII ст., дбали лише про власну наживу. Вони не забували обкладати податком і ремісників (1635 року 44 % населення займалося ремісництвом).
Коли вибухнула визвольна війна українського народу проти польської шляхти 1648 року, чимало жителів Баранівки поповнило повстанські загони Максима Кривоноса, який вів своє військо з Бердичева на Полонне. Боролися вони проти шляхти і в складі Звягельського полку. Після Андрусівського перемир’я 1667 року Баранівка залишилась у складі шляхетської Польщі. Польська шляхта проводила політику, спрямовану на полонізацію й покатоличення українського населення.

### У складі Російської Імперії (1793-1918)
З 1793 р. — у складі Російської Імперії, з 1796 року — адміністративний центр Баранівської волості Новоград-Волинського повіту Волинської губернії. 
На той час тут проживало 600 жителів, які в основному займалися сільським господарством. За інвентарними правилами 1847 року, у Баранівці було близько 981 дес. землі на 177 селянських дворів, у т. ч. тяглових — 15, піших — 89, городників — 73. За користування землею вони сплачували поміщиці Гагариній на рік 1740 крб. оброку. Крім того, тяглові господарства відбували зі своєю худобою три дні чоловічих та один жіночий, інші — два чоловічих і один жіночий день на тиждень. Селяни відробляли ще й по 12 «літніх» і «зимових» днів, 8 «будівельних». Городники платили оброк, відбували 24 дні панщини на рік.
У 1802 році тут було побудовано порцеляновий завод на кошти французьких підприємців братів Мезерів.
У Баранівці діяли шкірзавод, 10 гуралень, 3 млини. 1802 року на лівому березі Случі, неподалік містечка, знайдено родовище каоліну. Французький підприємець М. Мезер, придбавши у поміщиці Гагариної земельну ділянку, заснував тут фарфоровий завод. Для роботи на ньому він купив кількох майстрів-кріпаків. Вони виробляли різний посуд, що мав великий попит не тільки в губернії, але й за її межами. 1815 року російський уряд надав власникові підприємства право ставити державний герб на виробах заводу, а також виділив йому грошову допомогу.
Економічне становище баранівців не поліпшилося і після реформи 1861 року. За уставною грамотою селянам наділено було 710 дес. землі (з них 86 дес. непридатних для обробітку), за яку вони платили кожного року 1742 крб. 68 коп., а за поміщицею залишилося 338 дес. За указом 1863 року сума була зменшена на 20 проц. Але і її селяни неспроможні були сплачувати.
Станом на 1880 рік — волосне містечко Новоград-Волинського повіту при поштовім тракті Новоград-Волинський — Полонне з населенням близько 2000 осіб. Була у власності князів Любомирських, пізніше належала панам Валевським, від яких, як посаг за дочкою, перейшла у власність князів Гагаріних, згодом — до Строганових.
У двокласному сільському училищі, відкритому 1865 року, могли вчитися лише діти заможних селян. Так, 1903 року школу почали відвідувати 245 хлопчиків і 79 дівчаток, а закінчили навчальний рік відповідно 20 і 4. Оскільки розширення промислового виробництва вимагало освічених, кваліфікованих працівників, напередодні першої світової війни при фарфоровому заводі було відкрито школу.
В Баранівці існувало дві бібліотеки. Але через неписьменність відвідувало їх дуже мало читачів. Містечко славилося своїми умільцями, які плели гарні меблі, виточували деталі до механізмів і верстатів, робили дитячі іграшки, що розходилися по губернії та за її межами. Справжню славу Баранівці принесли фарфоро-вики, у виробах яких дедалі відчутнішим ставав вплив народних мотивів.
На фарфоровому заводі, що з 1882 року належав великому землевласникові грецькому консулові в Росії Грипарі, робочий день тривав 11—12 годин. Не раз тут виникали заворушення. А 1905 року під впливом революційних подій, що відбувалися в країні, страйк проходив під гаслом «Геть самодержавство!». Робітників підтримали селяни. 20— 23 квітня 1905 року вони розгромили будинок орендаря. Для придушення страйку з Новограда-Волинського прибуло дві роти солдатів.
6 грудня 1905 року страйкували робітники лісопильного заводу.
У 1906 році — містечко в складі Баранівської волості (3-го стану) Новоград-Волинського повіту Волинської губернії; нараховувався 376 дворів та 5421 мешканець. Відстань до повітового центру, м. Новоград-Волинський, становила 35 верст; мала поштово-телеграфне відділення.
17 березня 1908 року — 22 живописці-фарфоровики у зв’язку із зниженням розцінок на їх роботи на 23 проц. Через рік було розповсюджено листівки з закликами: «Хліба й землі!», «Геть царя-батечка!».
Загальне промислове піднесення в Росії у 1910 році помітним було й на підприємствах Баранівки. Зростало виробництво промислової продукції, збільшувалося число робітників. На фарфоровому заводі працювало 500 людей, які своєю виснажливою роботою давали Грипарі щороку 300 тис. крб. прибутку. Приносили збагачення власникам фабрика гнутих меблів, два медоварні заводи, водяний млин. У містечку було 34 дрібні крамнички. Чотири рази на рік відбувалися ярмарки, а щонеділі — базари. Торгували хлібом, рогатою худобою, кіньми, лісовими матеріалами.
Умови життя працівників Баранівки були тяжкими і на початку XX ст. незадовільне медичне обслуговування призводило до високої смертності. Охорону здоров’я 6626 жителів здійснювали тільки лікарняний пункт при фарфоровому заводі та земська лікарня, де медичну допомогу подавали лікар та дві акушерки. Були дві аптеки.
Перша світова війна несла розорення, голод і сирітство в селянські родини. Лише протягом чотирьох днів 1915 року у жителів Баранівки було реквізовано 1339 голів великої рогатої худоби.

### Совєтська окупація (1918-1941)
В лютому 1918 року в Баранівці окупували совєтські війська. На початку березня містечко окупували австро-німецькі війська.
В серпні 1919 року Баранівка перейшла під контроль військ УНР.
Наприкінці серпня 1920 р. совєтські війська Першої кінної армії вдерлися до Баранівки та влаштували погроми.
17 листопада 1920 року націоналізовано фарфоровий завод. 
Наприкінці 1921 року на території колишнього поміщицького маєтку насильно створено радгосп, що мав 98 десятин землі, з них присадибної — 28, орної — 55, сінокосів — 155.
У 1923 році Баранівка стає адміністративним центром новоствореної Баранівської сільської ради, від 7 березня 1923 року — районним центром новоутвореного Баранівського району Житомирської (згодом — Волинська) округи; 25 червня 1923 року втратила статус містечка.
Наприкінці року почала діяти Баранівська МТС, де на перше травня 1932 року налічувалося 29 тракторів.
Баранівський район у 1932—1933 рр. входив до складу Київської області. 
За даними сільрад у районі внаслідок голодомору 1932—1933 років загинуло 731 особа, на сьогодні встановлено імена 664 осіб та трьох родин.
У 1938 році надано статус селища міського типу. Населення становило 6 тис. людей.
Охорону здоров’я здійснювали лікарня на 50 ліжок, де працювало 7 лікарів; амбулаторія.
У двох середніх школах 41 учитель навчав 1 тис. учнів. 
Вільний від роботи час жителі Баранівки проводили в клубі на 500 місць, у бібліотеці.
Видавалася районна пропагандистська газета «Більшовицький штурм».

### Німецько-совєтська війна (1941-1945)
До 1941 року значну частку населення становили євреї. Баранівка була релігійним центром між Звягелем та Полонним, завдяки цьому більшість євреїв селища були релігійними. Наприкінці XIX ст. почалася поступова міграція євреїв в інші, більш економічно привабливі міста, наприклад до Кам'яного Броду, де було розташовано фаянсовий завод Зусмана[джерело?].
Під час Другої світової війни у Баранівці було створено єврейське гетто та почалися масові вбивства єврейського населення. 19 липня 1941 року було розстріляно 74 євреї, 29 липня — 100, 24 серпня — 180 євреїв.
12 липня 1941 року Баранівку окупували німецькі війська.
У жовтні 1941 відбувся масовий розстріл євреїв, у листопаді всіх інших було зігнано у трудовий табір. 6 січня 1942 р. у Баранівці було розстріляно 594 євреїв з навколишніх сіл.

Баранівка на мапі ВО «Тютюнник» у серпні-листопаді 1943 року

Під час німецької окупації, а потім від 1944 року — совєтської, Баранівка була частиною воєнної округи «Тютюнник» Української повстанської армії, яка входила до складу оперативної групи УПА-Північ.
4 вересня – 7 грудня 1945 здійснено військово-пропагандистський рейд сотні УПА-Північ за маршрутом Баранівка-Кархлевськ-Літин.

### Совєтська реокупація (1944-1991)
3 січня 1944 року здійснено реокупацію Баранівки совєтськими військами під час Житомирсько-Бердичівської операції.
Провідним підприємством Баранівки, як і раніше, був фарфоровий завод. Вироби підприємства демонструвалися на 10 міжнародних промислових виставках і ярмарках у Європі, Америці, Азії, Африці. Є музей фарфорового заводу, де яскраво відображена історія підприємства.
З 30 грудня 1962 року до 8 грудня 1966 року не виконувала функції районного центру через ліквідацію району. 

### Незалежна Україна (1991- наші часи)
17 травня 2001 р. Баранівці надано категорію міста районного значення. Від 27 липня 2016 року — адміністративний центр Баранівської міської територіальної громади Баранівського району, а від 19 липня 2020 року — Новоград-Волинського району Житомирської області.
29 травня 2015 року на площі Волі урочисто відкрито пам’ятний знак героям УПА.
5 жовтня 2020 року у селі Дубрівка попрощалися із ветераном Української повстанської армії Олександром Деркачем.
16 листопада 2022 року Верховною Радою України було ухвалено рішення повернути місту Новоград-Волинський історичну назву Звягель, а район, відповідно, перейменувати на Звягельський, після чого Баранівка стала адміністративним центром Баранівської міської територіальної громади Звягельського району.

## Населення

### Демографія
За даними перепису населення СРСР 1939 року чисельність населення становила 6312 осіб, з них українців — 4415, росіян — 155, німців — 40, євреїв — 1447, поляків — 231, інших — 24.
| 1923 | 1959 | 1970   | 1989   | 2001   | 2006   | 2011   | 2015   | 2022   |
| ---- | ---- | ------ | ------ | ------ | ------ | ------ | ------ | ------ |
| 1784 | 6183 | 10 546 | 12 638 | 12 584 | 12 326 | 12 128 | 11 918 | 11 161 |

### Національний склад
Розподіл населення за національністю за даними перепису 2001 року:
| Національність  | Відсоток |
| --------------- | -------- |
| українці        | 94,54 %  |
| поляки          | 2,62 %   |
| росіяни         | 2,15 %   |
| інші/не вказали | 0,69 %   |

### Мова
Розподіл населення за рідною мовою за даними перепису 2001 року:
| Мова            | Відсоток |
| --------------- | -------- |
| українська      | 98,09 %  |
| російська       | 1,72 %   |
| інші/не вказали | 0,19 %   |

## Міські підприємства

### Промисловість
У місті працюють 12 промислових підприємств різних форм власності, понад 20 приватних фірм і три комунальні підприємства, які виробляють продукцію і надають різноманітні послуги.
Баранівка є центром виробництва порцелянової продукції. Також є харчова промисловість.
У 2013 році розпочато і завершено за сім місяців будівництво «Органік Мілк»: комплексного заводу з переробки екологічно чистого молока власного виробництва, потужністю 30 тонн на добу.
9 вересня 2017 року після дворічного будівництва в селі на р. Случ було відкрито малу гідроелектростанцію потужністю 382 кВт, прогнозована величина виробництва відпуску електричної енергії на якій становить 1 713 400 кВт·год на рік. Загальні інвестиції ТОВ «Сайенс Інновейшн Продакшн» в будівництво МГЕС на річці Случ становлять близько 21 млн грн.

### Медицина
- Баранівська комунальна центральна районна лікарня (Звягельська, 66)[22]
- Баранівський центр первинної медико-санітарної допомоги (Звягельська, 66)[22]
- Баранівська районна державна лікарня ветеринарної медицини (Старченка, 11)

## Відомі люди
- Гасюк Віталій Аркадійович (1984—2015) — «кіборг», у січні 2016-го в ЗОШ № 2 відкрито меморіальну дошку на його честь.
- Голумбйовський Віктор Павлович (1983—2022) — солдат Збройних Сил України, учасник російсько-української війни, що загинув у ході російського вторгнення в Україну в 2022 році.
- Дем'янюк Олексій Володимирович (1958—1999) — радянський спортсмен-легкоатлет, учасник Олімпійських ігор 1980 року.
- Майструк Павло Миколайович (1924—1988) — український лікар-гігієніст, вчений, доктор медичних наук.
- Присяжнюк Микола Іванович[ru] (нар. 1949 р.) — інженер, голова міської адміністрації Новочеркаська 1989—2001 років.
- Сафін Олексій Павлович (1976—2014) — солдат Збройних сил України, учасник російсько-української війни, загинув у боях за Донецький аеропорт.
- Степанюк І. В. — генерал[23].
- Торжанський Олег Миколайович (нар. 1972) — солдат Збройних сил України, учасник російсько-української війни.

## Пам'ятки та культура
- Костел
- Музей порцеляни
- Пам’ятний знак героям УПА

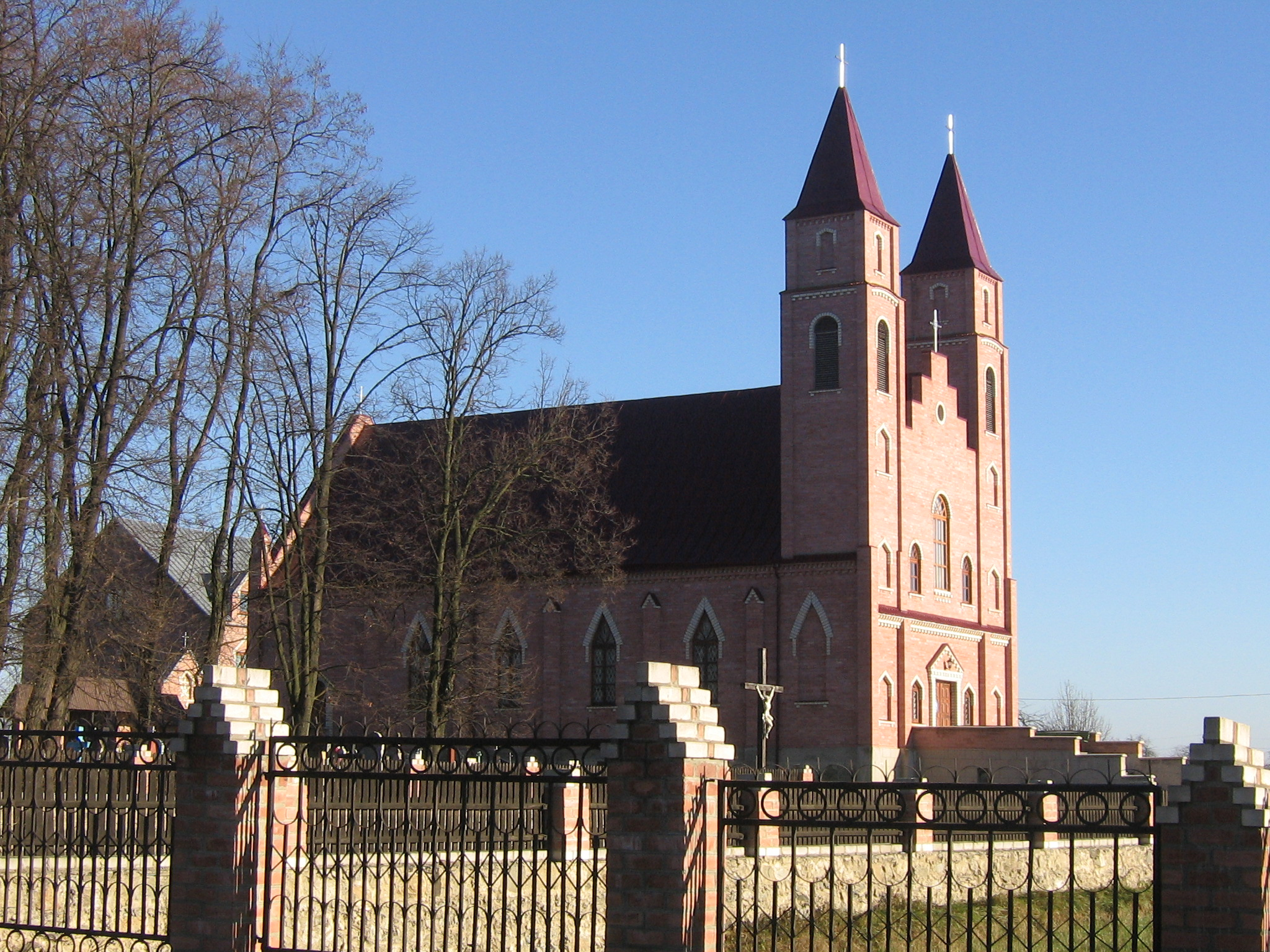
Костел у Баранівці

- Братська могила радянських воїнів.

## Міста-побратими
- Луків[24].